# الصراع التجاري بين اليابان وكوريا الجنوبية

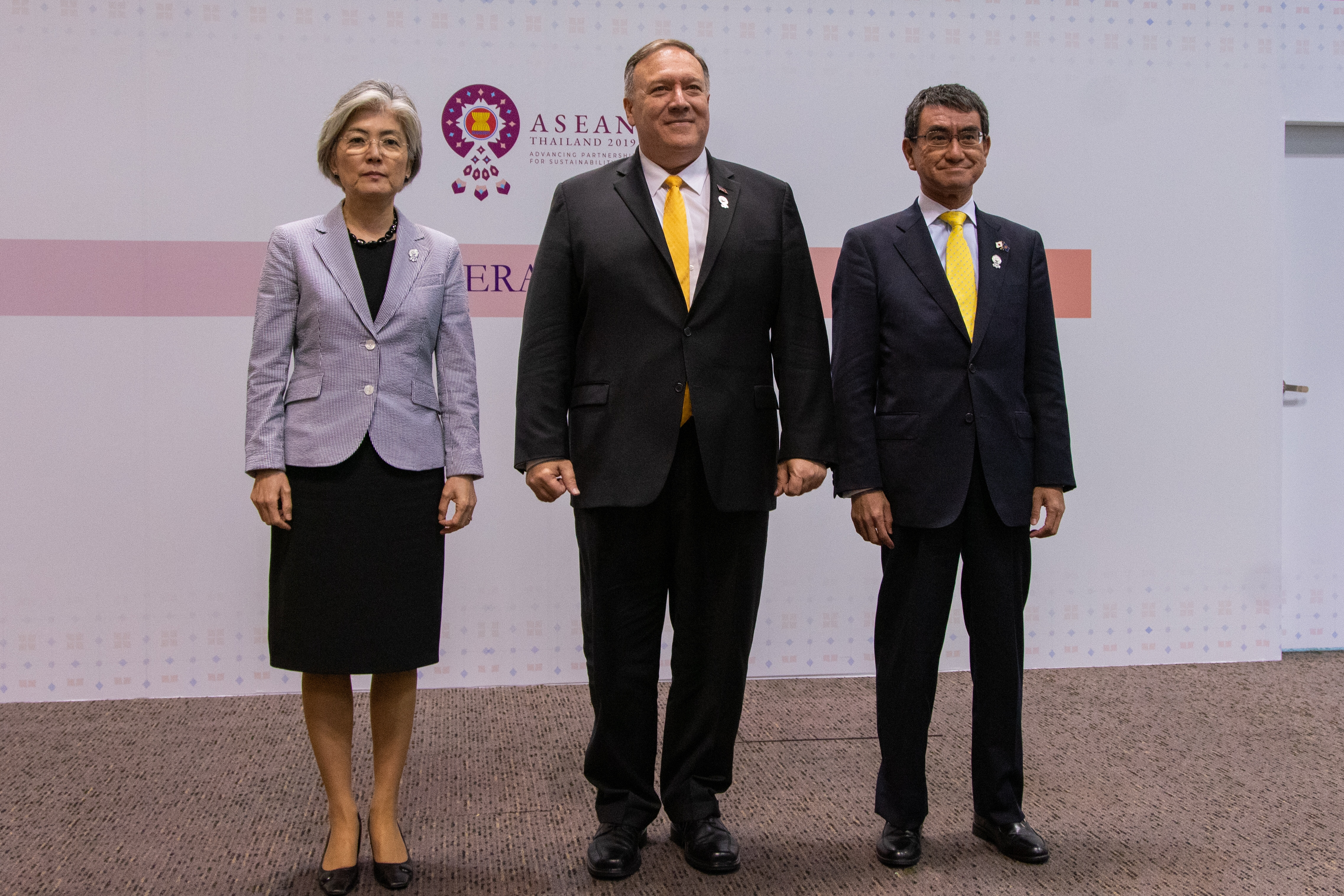
الصراع الكوري والياباني التجاري

يعد الصراع التجاري بين اليابان وكوريا الجنوبية صراعًا اقتصاديًا مستمرًا بين الدولتين، وهما ثالث وعاشر (حادي عشر في عام 2019) أكبر اقتصادات وطنية على التوالي. أشير إليها كذلك باسم الحرب الاقتصادية بين اليابان وكوريا الجنوبية. توجد أسباب مختلفة وراء الصراع. أزالت الحكومة اليابانية كوريا الجنوبية من «القائمة البيضاء» للتعامل التجاري المميز (المفضل) في يوليو 2019، ردًا على انتهاكات كوريا الجنوبية المزعومة لحظر الأمم المتحدة ضد تصدير مواد معينة إلى كوريا الشمالية. وجودل لاحقًا بشكل رسمي أن الصراع كان بسبب عدم امتثال حكومة كوريا الجنوبية لضوابط ولوائح التصدير لمنع إعادة بيع السلع الاستراتيجية، وتجاهل طلب الحكومة اليابانية لإجراء محادثات مراقبة الصادرات لمدة ثلاث سنوات. ومع ذلك، فقد اعتبر الصراع بمثابة انتقام لقرارات المحكمة العليا في كوريا الجنوبية بشأن التعويض من قبل حكومة كوريا الجنوبية. كما نفت الحكومة الكورية الجنوبية أي مزاعم بسوء الإدارة من قبل الحكومة اليابانية.
ذكر العديد من المراقبين الخارجيين أن التوترات الحالية هي انعكاس أو ردود على مظالم تاريخية مختلفة من احتلال اليابان لشبه الجزيرة الكورية ومن نقاط الوميض الإقليمية الأخيرة هي العلاقات مع كوريا الشمالية والصين.
تسبب النزاع التجاري في تدهور كبير في العلاقات بين اليابان وكوريا الجنوبية إلى أدنى مستوى منذ تطبيع العلاقات الدبلوماسية بين البلدين في عام 1965.

## خلفية
تعد اليابان وكوريا الجنوبية من أكبر الاقتصادات في العالم بأسره، وتحتلان المرتبة الثالثة والعاشرة على التوالي من حيث الناتج المحلي الإجمالي. تعد كوريا الجنوبية أكبر منتج لشرائح الذاكرة في العالم، أما اليابان فهي أكبر مورد للمواد الأساسية في إنتاج الرقائق، بمثابة مهد للمنتجات التكنولوجية مثل الهواتف الذكية وأجهزة الكمبيوتر الشخصية.
كوريا الجنوبية هي موطن لشركة سامسونغ وشركة إس كاي هينكس، وهما شركتان تنتجان معًا ثلثي رقائق الذاكرة في العالم. في اليابان، تنتج 3 شركات (جي إس آر كوربوريشن وشوا دينكو وشين إتسو كيميكال) بالإضافة إلى كانتو دينكا كوغيو 90٪ من البوليميد المفلور والمعقدات البصرية (مقاوم الضوء) في العالم، وكلاهما يستخدم لشاشات الـ إل سي دي والـ أوه إل إي دي، و 70٪ من فلوريد الهيدروجين، يستخدم لصنع ذاكرة فلاش إل إس آي ودي آر أيه إم وإن أيه إن دي. تستورد كوريا الجنوبية 94٪ من البوليميد المفلور، و92٪ من مقاومات الضوء، و44٪ من فلوريد الهيدروجين من اليابان، وفقًا لبيانات من رابطة التجارة الدولية الكورية. تستورد كوريا هذه المواد الثلاثة بنسبة 22.5٪ و11.6٪ و85.9٪ على التوالي.
أقام البلدان العلاقات الدبلوماسية في ديسمبر 1965، بعد توقيع معاهدة التطبيع في يونيو من نفس العام عندما اعترفت اليابان بكوريا الجنوبية باعتبارها الحكومة الشرعية الوحيدة في شبه الجزيرة الكورية بأكملها. مع استمرار تطور العلاقات على مدى العقود القليلة اللاحقة، أصبح كلا البلدين من أقوى حلفاء الولايات المتحدة في آسيا، لمواجهة نفوذ الصين وروسيا وكوريا الشمالية. ومع ذلك، فقد تأثرت علاقاتهم سلبًا بالعديد من النزاعات المستمرة، مثل نزاع صخور ليانكورت (المعروف باسم دوكدو باللغة الكورية وتاكيشيما باللغة اليابانية) والتفسيرات المختلفة لمعاملة الإمبراطورية اليابانية للشعب في كوريا التي كانت مستعمرة آنذاك.

### عضوية كوريا الجنوبية واليابان في «نظام مراقبة الصادرات متعدد الأطراف»
هناك تفسيرات مختلفة وراء عضوية اليابان وكوريا الجنوبية في نظام الرقابة على الصادرات متعدد الأطراف، وهو نظام غير رسمي للرقابة على الصادرات والواردات تقوده الولايات المتحدة جرى إنشاؤه في الحرب الباردة بين الولايات المتحدة وحلفائها، والذي كان هدفه في الأصل هو: منع تصدير الأسلحة أو الإمدادات إلى الدول الشيوعية وساعد في إنشاء «قوائم بيضاء» للدول التجارية المفضلة.
بناءً على طلب الولايات المتحدة، بدأت كوريا الجنوبية في تأسيس نظام مراقبة الصادرات الذي وقع في سبتمبر 1987 مع الولايات المتحدة وأبرمت مذكرة تفاهم بشأن حماية البيانات الفنية. لمزيد من الاندماج، مررت قوانين مثل «سي أوه سي أوه إم» (لجنة تنسيق ضوابط التصدير متعددة الأطراف)، وأنشئ نظام لتنظيم استيراد المواد الاستراتيجية من خلال شهادات القبول والجمارك في يوليو 1990. في سبتمبر 2004، تصدير كوريا الجنوبية ونفذ نظام مراقبة الواردات بشكل أساسي من خلال قانون التجارة الخارجية (المادة 21)، والمرسوم التنفيذي لنفس القانون (المادة 39-45)، وإشعار استيراد وتصدير السلع الاستراتيجية (إشعار عام من قبل وزارة الصناعة والموارد). في الواقع، وقعت كوريا الجنوبية على معاهدة مع الولايات المتحدة ووضعت قوانين لها لتصبح نافذة المفعول محليًا. ومن هذا النظام نشأت آليات مثل «القوائم البيضاء».
ومع ذلك، يدعي هوسوكاوا ماساهيكو -الأستاذ في جامعة ميساي باليابان- أن وزارة التجارة الدولية والصناعة اليابانية (إم إي تي آي) قد اتخذت مقاربات للدول الأعضاء الأخرى وزارت كوريا الجنوبية لدعم تعهدها بتنفيذ نظام مراقبة الصادرات في التسعينيات، التي أصبحت كوريا الجنوبية منها عضوًا في نظام الرقابة على الصادرات متعدد الأطراف في عام 1996 (والذي شمل فيما بعد تجارة الصواريخ في عام 2001). دفعت هذه العلاقة (إم إي تي آي)، بعد إصلاح الحكومة المركزية اليابانية عام 2001، إلى منح وضع «البلد الأبيض» لإعطاء تدابير تفضيلية خاصة في عام 2004. ويجادل أيضًا بأن ضوابط التصدير للأمن القومي قد تم اعتبارها استثناء أمني في اليابان والولايات المتحدة بناءً على اتفاقية حول «الاستثناءات الأمنية» في المادة 21، مثلما نشرتها منظمة التجارة العالمية (دبليو تي أوه).

### نساء المتعة
على الرغم من أن وزارة الاقتصاد والتجارة والصناعة اليابانية (إم إي تي آي) تستشهد رسميًا بـ «تقويض الثقة في مجال الرقابة على الصادرات» باعتباره سببًا لإزالة كوريا الجنوبية من القائمة البيضاء، جادل العديد من المراقبين الخارجيين بأن التوترات الحالية تعكس على نطاق أوسع المظالم التاريخية بين اليابان وكوريا الجنوبية، بما في ذلك قضية نساء المتعة. خلال الحكم الاستعماري الياباني لشبه الجزيرة الكورية، أُجبر العديد من الكوريين -من الشمال والجنوب- على العمل في عشرات الشركات اليابانية، غالبًا في ظروف قاسية. خلال الحرب العالمية الثانية بين عامي 1939 و1945، قامت إمبراطورية اليابان بتجنيد 5.4 مليون كوري، أرسل 670.000 منهم إلى البر الرئيسي لليابان كعمالة قسرية و«نساء متعة»، أو أجبرت النساء والفتيات على العبودية الجنسية في البلدان والأراضي المحتلة من قبل. وأثناء الحرب العالمية الثانية، أو الذين شاركوا في البرنامج السابق للدعارة الطوعية. بعد تطبيع العلاقات بين البلدين في عام 1965، طالبت نساء المتعة الناجيات بالتعويض والاعتذار من الحكومة اليابانية، وكذلك المطالبات الفردية بالتعويض. يجادل معارضو معاهدة عام 1965 بأنه يجب إعادة النظر فيها لأنه قد وقع عليها من قبل الرئيس آنذاك بارك تشونغ هي، الذي تصرف ضد المشاعر العامة.
في عام 1995، قالت اليابان إن تعويضات نساء المتعة السابقات جرت تسويتها في اتفاقية 1965، وأنشأت صندوق المرأة الآسيوية. أنشئ الصندوق في عام 1994 وعوض نساء المتعة السابقات من الدول التي كانت محتلة سابقًا، بما في ذلك كوريا الجنوبية، من خلال تبرعات الأفراد. قبل هذا التعويض بشكل عام خارج كوريا، ولكن في كوريا الجنوبية، رفض الكثير من الناس قبوله، قائلين إنه لم يكن أموالًا ساهمت بها الحكومة اليابانية.
في 28 ديسمبر 2015، بعد ضغط الرئيس الأمريكي باراك أوباما على رئيسة كوريا الجنوبية بارك غن هي ورئيس الوزراء الياباني شينزو آبي، وقع البلدان اتفاقية بشأن تسوية قضية «نساء المتعة» خلال الحرب العالمية الثانية، والتي كانت تعتبر نهائية ولا رجعة فيها إذا أوفت اليابان بمسؤولياتها. وافقت اليابان على دفع مليار ين ياباني (9.7 مليار ين؛ 8.3 مليون دولار) لصندوق دعم الضحايا الناجين بينما وافقت كوريا الجنوبية على الامتناع عن انتقاد اليابان فيما يتعلق بالقضية والعمل على إزالة تمثال لإحياء ذكرى الضحايا أمام السفارة اليابانية في سول.
في 11 مايو 2017، أعلن الرئيس الكوري الجنوبي مون جاي إن أن الاتفاقية لن تفعل في مرحلتها الحالية وأن المفاوضات بشأن صفقة بين اليابان وكوريا الجنوبية بشأن نزاع نساء المتعة يجب أن تبدأ من جديد. وكان جزء من تبرير ذلك هو عدم استشارة نساء المتعة السابقات وأنصارهن. طرح مون اقتراحًا جديدًا لصندوق تعويض مشترك تساهم فيه كل من الشركات الكورية الجنوبية واليابانية، لكن طوكيو رفضت ذلك.
في يناير 2018، وصف مون اتفاقية 2015 بأنها «لا يمكن إنكارها، لكنه دعا اليابان إلى قبول الحقيقة وتقديم اعتذار صادق للضحايا». في مارس 2018، جادلت الحكومة اليابانية بأن اتفاقية اليابان وكوريا الجنوبية لعام 2015 أكدت أن هذه القضية قد حلت نهائيًا وبشكل لا رجعة فيه وقدمت احتجاجًا قويًا إلى كوريا الجنوبية عبر القنوات الدبلوماسية، مشيرًا إلى أن «مثل هذا البيان يتعارض مع الاتفاقية وبالتالي فهو غير مقبول تمامًا ومؤسف للغاية». في نوفمبر 2018، أغلقت إدارة مون جاي إن مؤسسة نساء المتعة التي تمولها اليابان والتي أطلقت في يوليو 2016 لتمويل التسوية المثيرة للجدل للاتفاقية، واصفة إياها بأنها «اتفاقية سياسية تستبعد الضحايا والجمهور» وتبطل بشكل أساسي اتفاقية 2015؛ ومع ذلك، لم يتخل مون رسميًا عن الاتفاقية، مشيرًا إلى أنه من غير المناسب اعتبار الصفقة «لاغية وباطلة». أثار القرار احتجاج حكومة شينزو آبي، التي حذرت من المخاطرة بتدمير العلاقات بين البلدين.